# Sabine Nasarow
Sabine Nasarow (* 4. Februar 1965, heute Sabine Zumdick) ist eine ehemalige deutsche Volleyballspielerin.
In ihrer Jugend spielte Sabine Nasarow für den TSV Horst. Später kam sie zum Bundesligisten VfL Hannover. Nach dessen Abstieg wechselte sie 1987 zum Ligakonkurrenten USC Münster, mit dem sie (nach einem kurzen Intermezzo 1989/90 beim 1. VC Schwerte) 1991 deutsche Pokalsiegerin wurde. 1992 gewann sie mit Münster den Europapokal der Pokalsieger und wurde deutsche Meisterin. Sabine Nasarow war auch deutsche Nationalspielerin und später aktiv im Beachvolleyball, wo sie u. a. 1996 an der Seite von Beate Paetow auf der FIVB World Tour in Brasilien spielte. Mit dem USC Münster wurde sie mehrfach Deutsche Meisterin bei den Seniorinnen Ü31.